# Computer-aided styling
Computer-aided styling (CAS) (deutsch: computergestützte Gestaltung) bezeichnet den virtuellen Entwicklungsprozess im Design. Objekte werden auf der Basis von Skizzen (Renderings), mündlichen Angaben oder Tastdaten (Punktewolke) in einer 3D-Software modelliert.
Der CAS-Prozess ersetzt in zunehmendem Maße die klassische Formfindung mit Clay (Industrieplastilin) oder Modellbau (z. B. Hartschaum, Ureol, Spachtelmasse). Zwar bietet der CAS-Prozess viele Vorteile wie Modellerstellung auf Konstruktionsdaten (Package), Variantenvielfalt, Zurückgehen auf ältere Varianten und kostengünstigere Modellierung, allerdings fällt die Beurteilung des Designs am Bildschirm schwieriger aus als beim klassischen Modell. Dies liegt an der künstlichen (virtuellen) Beleuchtung, der Verkleinerung bzw. Vergrößerung auf einen Computermonitor, der meistens unüblichen Betrachtungswinkel und der Zweidimensionalität auf dem Schirm. Zum Teil werden diese Nachteile durch aufwändigere Visualisierungen auf Beamern, großen Plasmabildschirmen oder sogar dreidimensional (z. B. CAVE) ausgeglichen. Diese Mittel stehen jedoch nur bei kostenintensiven Projekten zur Verfügung. Stellt man die Daten physikalisch (z. B. durch STL, 3D-Druck oder CNC-Fräsen) dar, büßt man einen Teil des Kostenvorteils ein.
Die größte Anwendung von CAS findet sich in der Automobilindustrie sowie Luftfahrtindustrie. In frühen Designphasen kommen Polygonmodellierer wie Autodesk Maya (Software) oder Cinema 4D zum Einsatz. Diese Modelliermethode erlaubt schnelle Designänderungen und viele Varianten in sehr kurzer Zeit. Die Flächenqualität ist durch die Facettierung allerdings noch nicht sehr hoch. Dennoch können die Daten für erste Hartmodelle (Stereolithografie) oder als Basis für ein Claymodell verwendet werden. Dazu wird aus dem Polygonmodell ein CNC-Programm errechnet und aus dem Clay herausgefräst.
In späteren Designphasen kommen NURBS-Modellierer wie Autodesk Alias Studio (siehe auch Alias (Unternehmen)), ICEM Surf oder Rhinoceros 3D zum Einsatz. Rhinoceros 3D findet sich aufgrund des relativ günstigen Anschaffungspreises größtenteils in Industriedesignbüros und mittelständischen Unternehmen wieder. ICEM Surf ist in der Automobilbranche stark verbreitet und richtet seinen Fokus stark auf den Strak.
Die erzeugte Geometrie kann je nach Qualität von der Konstruktion für Voruntersuchungen und Konzepterstellung bis zur Serienkonstruktion verwendet werden. Mithilfe spezieller Visualisierungsprogramme wie Autodesk VRED Professional oder RTT DeltaGen werden aus CAS-Modellen statische Renderings, Animationen und Filme erzeugt. Diese Visualisierungen werden von der firmeninternen Kommunikation bis zu Werbeauftritten eingesetzt und ermöglichen die Verkürzung von Produktzyklen durch frühzeitiges Einsetzen des Marketings. Echtzeitvisualisierung wird vorwiegend zur Designentscheidung sowie für interaktive Anwendungen wie Spiele und Produktkonfiguratoren verwendet.